# Вжесьниця (Славенський повіт)
Вжесьниця (пол. Wrześnica) — село в Польщі, у гміні Славно Славенського повіту Західнопоморського воєводства.
Населення — 812 осіб (2011).
У 1975-1998 роках село належало до Слупського воєводства.

## Демографія
Демографічна структура станом на 31 березня 2011 року:
|          | Загалом | Допрацездатний вік | Працездатний вік | Постпрацездатний вік |
| -------- | ------- | ------------------ | ---------------- | -------------------- |
| Чоловіки | 411     | 100                | 286              | 25                   |
| Жінки    | 401     | 86                 | 251              | 64                   |
| Разом    | 812     | 186                | 537              | 89                   |